# Мулова черепаха аламоська
Мулова черепаха аламоська (Kinosternon alamosae) — вид черепах з роду Американські мулові черепахи родини Мулові черепахи.

## Опис
Загальна довжина карапаксу досягає 13,5 см. Спостерігається статевий диморфізм:
самці зазвичай більші за самиць, у них увігнутий пластрон і товстий хвіст. Голова невелика. На шиї присутні 2 жовтих вусика. Карапакс подовжений, овальний, без кіля. Пластрон майже повністю закриває кінцівки і голову.
На сірій голові темні плями та бліда смуга тягнеться від орбіти ока до куточка рота. Щелепи кремові або сірі, коричневі у самців. Шия сіра зверху і жовта знизу. Карапакс блідо—коричневого кольору або оливкового з темними плямами. Пластрон жовтуватого кольору з коричневими плямами.

## Спосіб життя
Полюбляє пересихаючі водойми, гори, гірські місцини. Зустрічається до висоти 1000 м над рівнем моря. У сухий сезон заривається в мул. Активна в період з липня по вересень. Харчується комахами, креветками, скорпіонами, деякими рослинами, багатоніжками, земноводними.
Ці черепахи досить сором'язливі, вони рідко вилазять з панцира і ніколи не кусаються.
Досить активні протягом вологих місяців з липня по вересень, а потім впадають у тривалу сплячку.
Самиці стають статевозрілими при довжині карапакса більш 90—95 мм у 5—7 років. Парування починається у липні. Самиця відкладає 3—5 маленьких яєць. За сезон буває декілька кладок.

## Розповсюдження
Мешкає у Мексиці по тихоокеанському узбережжю від Ермосійо у штаті Сонора до Гусаве на півночі Сіналоа. Зустрічається у горах Сірка-де-Аламос.